# Caroline Vignal
Pour les articles homonymes, voir Vignal.
Caroline Vignal est une réalisatrice et scénariste française.

## Biographie
Fille de diplomate, Caroline Vignal passe son enfance en Afrique du Nord. Sa découverte en 1986 du Rayon vert a été déterminante dans sa vocation de cinéaste. Elle obtient son baccalauréat littéraire en 1989 en Tunisie, puis en 1992 une licence de lettres modernes et de technique et langage des médias à la Sorbonne. Elle étudie ensuite à la Femis, dont elle sort diplômée en 1997 (département « Scénario »). Son travail de fin d'études est le scénario de son futur film Les Autres Filles.
De 2002 à 2010, Caroline Vignal écrit des textes pour le théâtre et pour la station de radio France Culture. Elle écrit ensuite plusieurs scénarios pour la télévision.

## Filmographie

### Courts métrages
- 1998 : Solène change de tête
- 1999 : Roule ma poule

### Longs métrages
- 2000 : Les Autres Filles
- 2020 : Antoinette dans les Cévennes
- 2024 : Iris et les Hommes

## Distinctions
- Festival de Cannes 2000 : en compétition pour le Grand Prix de la Semaine de la critique pour Les Autres Filles
- Festival de Cannes 2020 : label 2020 de la Sélection officielle pour Antoinette dans les Cévennes
- Césars 2021 [5] : nomination au César du meilleur film et au César du meilleur scénario original pour Antoinette dans les Cévennes